# Kings Canyon National Park
Kings Canyon National Park er en nationalpark i det sydlige Sierra Nevada i delstaten Californien i USA. Parken blev etableret 4. marts 1940, og er på 1.873 km². De vigtigste naturattraktioner i nationalparken er General Grant Grove, et skovområde med mammuttræer (Sequoiadendron giganteum), og de store canyoner i parkens østlige del. 
Parken består af to områder. Det ældste område, General Grant Grove, blev beskyttet allerede i 1890 som General Grant National Park, for at beskytte mammuttræerne. Denne del af parken, som også omfatter Redwood Mountain Grove udgør mindre end 10% af nationalparkens totale areal.
Øst for den gamle del  ligger den nyere del fra 1940, som udgør ca. 90%. Den omfatter kilderne til floderne Kings River og San Joaquin.  Kings River løber gennem en canyon som er skabt ved bræformende processer. Navnet Kings Canyon er knyttet til en del af canyonen i det sydlige flodløb, og dette er USAs dybeste canyon. Parkens højeste bjerg er North Palisade (4.343 moh.) mod øst, som er Sierra Nevadas tredje højeste top.
Parken ligger nord for og er sammenhængende med nationalparken Sequoia National Park og de to parker bliver administreret af National Park Service som en fælles enhed.